# Brandon Jenner
Brandon Jenner, né le 4 juin 1981  à Los Angeles, Californie est une personnalité américaine de télévision.

## Biographie
Brandon Jenner est né le 4 juin 1981 à Los Angeles. Il est le fils de l'athlète Bruce Jenner (devenu Caitlyn Jenner) et de Linda Thompson, le frère aîné de Brody Jenner, le demi-frère de Burt Jenner (en) et Cassandra Jenner, nés du premier mariage de son père, et le demi-frère de  Kendall Jenner et Kylie Jenner, nés du remariage de son père avec Kris Jenner,.

## Carrière
C'est un chanteur actif depuis 2016. Il est auteur-compositeur-interprète. Il détient sa propre maison de disques et enregistre ses chansons depuis chez lui.